# Périhélie

La planète est au périhélie au point no 2.
Remarque : il s'agit bien du point où la planète se trouve au plus près du Soleil, l'ellipse de l'orbite étant ici représentée de biais, non pas vue de dessus.

Le périhélie est le point de la trajectoire d'un objet céleste en orbite héliocentrique qui est le plus proche du Soleil.
Cela se dit aussi de l'époque où l'objet a atteint ce point.
L'antonyme de périhélie est aphélie.
Le périhélie est une dénomination particulière du terme générique astronomique périapside (voir cet article pour plus de détails).

## Étymologie
Périhélie est formé du préfixe péri- (à l’entour de), du grec ancien περί / pérí, et de -hélie, du grec ancien ἥλιος / hêlios, « Soleil », par analogie avec périgée ou d'après l'anglais perihelion, forme hellénisée du néolatin perihelium,.

## Distance au périhélie
La distance entre le corps et le Soleil, parfois appelée « distance périhélique », vaut :
{\displaystyle r_{\mathrm {per} }=a(1-e)},
où :
- {\displaystyle a} est le demi-grand axe de l'orbite ;
- {\displaystyle e} est l'excentricité de l'orbite.

## Vitesse au périhélie
La vitesse au périhélie vaut :
{\displaystyle v_{\mathrm {per} }={\sqrt {\frac {GM_{\odot }(1+e)}{a(1-e)}}}},
où :
- {\displaystyle G} est la constante de gravitation ;
- {\displaystyle M} est la masse du Soleil ;
- {\displaystyle a} est le demi-grand axe de l'orbite ;
- {\displaystyle e} est l'excentricité de l'orbite.

## Avance du périhélie
L'avance du périhélie est le décalage angulaire de la position du périhélie dû à de multiples perturbations qui ne sont pas prises en compte dans le modèle simple d'un système à deux corps classique. Les perturbations impliquées sont de deux types :
- perturbation due aux autres corps (notamment les autres planètes dans un système planétaire) ;
- effet relativiste, dû à la déformation de l'espace-temps par le corps central.

Le cas le plus connu est celui de l'avance du périhélie de Mercure, qui a permis de tester expérimentalement la relativité générale.

## Cas de la Terre
La Terre décrit une orbite elliptique dont le Soleil occupe un des foyers. Elle est au périhélie vers le 4 janvier, à une distance de 0,983 ua.
La date et l'heure (temps universel) de passage de la Terre au périhélie varient légèrement d'une année sur l'autre, du fait de la précession apsidale soit celle de l'orbite terrestre et de diverses perturbations apportées par la position des autres planètes du Système solaire, et du fait des particularités de notre calendrier civil.

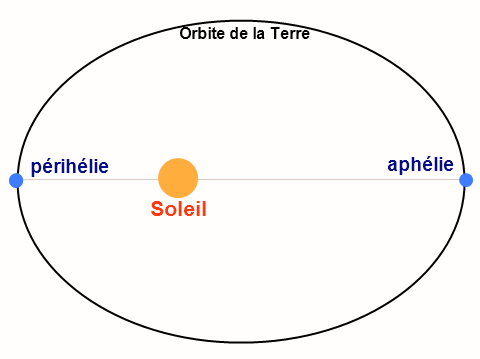
On a ci-dessus le schéma simplifié de l'orbite de la Terre autour du Soleil, montrant ces deux points particuliers que sont l’aphélie et le périhélie (l'ellipticité est volontairement exagérée sur ce schéma, l'orbite de la Terre étant en pratique très proche d'un cercle).

| Année | Périhélie | Périhélie   | Aphélie   | Aphélie     |
| ----- | --------- | ----------- | --------- | ----------- |
| Année | Date      | Heure (UTC) | Date      | Heure (UTC) |
| 2007  | 3 janvier | 20:00       | 7 juillet | 00:00       |
| 2008  | 3 janvier | 00:00       | 4 juillet | 08:00       |
| 2009  | 4 janvier | 15:00       | 4 juillet | 02:00       |
| 2010  | 3 janvier | 00:00       | 6 juillet | 11:00       |
| 2011  | 3 janvier | 19:00       | 4 juillet | 15:00       |
| 2012  | 5 janvier | 00:00       | 5 juillet | 03:00       |
| 2013  | 2 janvier | 05:00       | 5 juillet | 15:00       |
| 2014  | 4 janvier | 12:00       | 4 juillet | 00:00       |
| 2015  | 4 janvier | 07:00       | 6 juillet | 19:00       |
| 2016  | 2 janvier | 23:00       | 4 juillet | 16:00       |
| 2017  | 4 janvier | 14:00       | 3 juillet | 20:00       |
| 2018  | 3 janvier | 06:00       | 6 juillet | 17:00       |
| 2019  | 3 janvier | 05:00       | 4 juillet | 22:00       |
| 2020  | 5 janvier | 08:00       | 4 juillet | 12:00       |
| 2021  | 2 janvier | 07:48       | 5 juillet | 22:27       |
| 2022  | 4 janvier | 06:55       | 4 juillet | 07:11       |
| 2023  | 4 janvier | 17:17       | 6 juillet | 20:07       |
| 2024  | 3 janvier | 00:39       | 5 juillet | 05:06       |
| 2025  | 4 janvier | 13:28       | 3 juillet | 19:55       |
| 2026  | 3 janvier | 17:16       | 6 juillet | 17:31       |
| 2027  | 3 janvier | 02:33       | 5 juillet | 05:06       |
| 2028  | 5 janvier | 12:28       | 3 juillet | 22:18       |
| 2029  | 2 janvier | 18:13       | 6 juillet | 05:12       |

## Périhélie et aphélie dans le système solaire
En moyenne, la valeur exacte subit des variations d'une année à l'autre. 
| Type de corps | Corps    | Distance du soleil au périhélie | Distance du soleil à l'aphélie | Distance entre le périhélie et l'aphélie |
| ------------- | -------- | ------------------------------- | ------------------------------ | ---------------------------------------- |
| Planète       | Mercure  | 46 001 009 km (0,31 ua)         | 69 817 445 km (0,47 ua)        | 23 816 436 km (0,16 ua)                  |
| Planète       | Vénus    | 107 476 170 km (0,72 ua)        | 108 942 780 km (0,73 ua)       | 1 466 610 km (0,01 ua)                   |
| Planète       | Terre    | 147 098 291 km (0,98 ua)        | 152 098 233 km (1,02 ua)       | 4 999 942 km (0,03 ua)                   |
| Planète       | Mars     | 206 655 215 km (1,38 ua)        | 249 232 432 km (1,67 ua)       | 42 577 217 km (0,28 ua)                  |
| Planète       | Jupiter  | 740 679 835 km (4,95 ua)        | 816 001 807 km (5,45 ua)       | 75 321 972 km (0,5 ua)                   |
| Planète       | Saturne  | 1 349 823 615 km (9,02 ua)      | 1 503 509 229 km (10,05 ua)    | 153 685 614 km (1,03 ua)                 |
| Planète       | Uranus   | 2 734 998 229 km (18,28 ua)     | 3 006 318 143 km (20,1 ua)     | 271 319 914 km (1,81 ua)                 |
| Planète       | Neptune  | 4 459 753 056 km (29,81 ua)     | 4 537 039 826 km (30,33 ua)    | 77 286 770 km (0,52 ua)                  |
| Planète naine | Cérès    | 380 951 528 km (2,55 ua)        | 446 428 973 km (2,98 ua)       | 65 477 445 km (0,44 ua)                  |
| Planète naine | Pluton   | 4 436 756 954 km (29,66 ua)     | 7 376 124 302 km (49,31 ua)    | 2 939 367 348 km (19,65 ua)              |
| Planète naine | Hauméa   | 5 157 623 774 km (34,48 ua)     | 7 706 399 149 km (51,51 ua)    | 2 548 775 375 km (17,04 ua)              |
| Planète naine | Makémaké | 5 671 928 586 km (37,91 ua)     | 7 894 762 625 km (52,77 ua)    | 2 222 834 039 km (14,86 ua)              |
| Planète naine | Éris     | 5 765 732 799 km (38,54 ua)     | 14 594 512 904 km (97,56 ua)   | 8 828 780 105 km (59,02 ua)              |

## Lien avec les saisons
C'est principalement l'inclinaison de l'axe de la Terre par rapport au plan de l'écliptique qui est responsable du phénomène des saisons. Ceci étant, le fait que le périhélie tombe au début du mois de janvier et l'aphélie au début du mois de juillet a pour effet de diminuer l'écart de températures entre hiver et été dans l'hémisphère nord et de l'augmenter dans l'hémisphère sud (modification dont l'ordre de grandeur est de 1 °C). En effet, l'énergie solaire reçue par la Terre au périhélie est environ 6 % plus importante que celle reçue à l'aphélie,.
En outre, en se basant sur les données de l'institut de mécanique céleste et de calcul des éphémérides[source insuffisante], on peut constater que, pour l'hémisphère nord, la demi-année froide (automne-hiver) dure environ une semaine de moins que la demi-année chaude (printemps-été). Par exemple, de l'équinoxe d'automne 2013 à l'équinoxe de printemps 2014, cette demi-année (automne-hiver) est 7 j 13 h 31 min[source insuffisante] plus courte que la période couvrant l'équinoxe de printemps 2013 à l'équinoxe d'automne 2013 (printemps-été pour l'hémisphère nord). La raison est l'application de la deuxième loi de Kepler (loi des aires), selon laquelle la Terre tourne autour du Soleil plus vite lorsqu’elle se trouve près du périhélie que lorsqu’elle se trouve près de l'aphélie. Autrement dit, la vitesse orbitale de l'ensemble Terre-Soleil n'est pas constante ; elle est minimale à l'aphélie et maximale au périhélie.